# Johann Franz Griendel von Ach

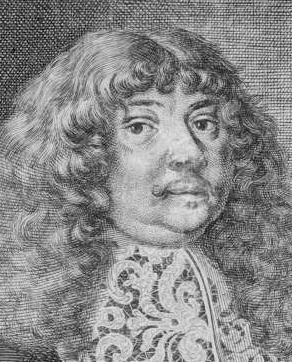
Johann Franz Griendel

Johann Franz Griendel (auch Grindel) von Ach (* um 1631, vermutlich in Ach; † 1687 in Wien) war ein Konstrukteur optischer Instrumente, Mikroskopist und Baumeister.

## Leben

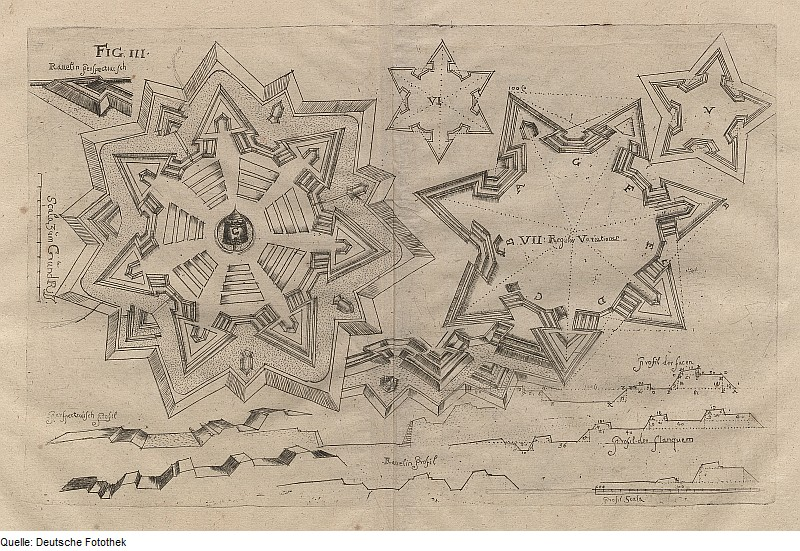
Festungsbau, aus Nova Architectura Militaris

Griendel wurde um das Jahr 1631 geboren. Seine Vorfahren stammten vermutlich aus Ach im heutigen Oberösterreich. Sein Vater, Dr. Balthasar Griendel von Ach, wird 1616 als „Siegler des Hochstifts Passau“ angeführt und 1636 zum kaiserlichen Rat ernannt. 1650 immatrikulierte sich Johann Franz Griendel an der Universität Ingolstadt. Dort studierte er mit seinem Bruder Johann Christoph Griendel. Nach eigenen Angaben erwarb er keinen akademischen Grad. 1655 trat er dem Kapuzinerorden bei und erhielt den Ordensnahmen Ladislaus. Es ist davon auszugehen, dass er die Priesterweihe erhalten hat. Er lebte in den Klöstern des Ordens in Salzburg, München, Kitzingen und Würzburg. 1670 trat er aus dem Orden wieder aus. Etwa im selben Jahr eröffnete er in Nürnberg eine Werkstatt für optische Geräte und bot unter anderem Ferngläser. Sterngläser, Mikroskope, Brennspiegel, Spazierstöcke, die zugleich Perspektiv und Mikroskop seien und eine Camera obskura an. Am 27. März 1671 heiratete er Maria Magdalena Varget (* 1640), eine Tochter des Handelsmanns Berthold Varget. Die Ehe wurde 1684 aufgelöst. Grindel war in seiner Nürnberger Zeit in diverse Streits und Meinungsverschiedenheiten mit dem Rat der Stadt aber auch mit einzelnen Bürgern verwickelt; er wurde als trotzig, hochmütig und unbescheiden beschrieben. Diese Differenzen führten vermutlich zu seinem Rückzug aus Nürnberg. Ab 1677 war er kurfürstlicher Ingenieur in Dresden und widmete sich in erster Linie der Fortifikation. Er veröffentlichte 1677 und 1678 zwei Bände seines Werks Nova architectoria militaris. Sein Ansatz war, die Vorteile der bastionierten und tenaillierten Befestigungsweise zu vereinen. Seine Arbeiten wurden von Zeitgenossen teilweise sehr gelobt. Spätestens ab 1684 lebte Griendel in Wien und war dort kaiserlicher Ingenieur und Kreuzherr des Ritterordens des Hl. Geistes. Vermutlich stand dieser Wechsel seiner Tätigkeitsstätte mit dem Ausbruch des Türkenkriegs in Zusammenhang. Er starb 1687. In seinem Todesjahr erschien sein Werk Micrographia nova in einer deutschen und einer lateinischen Version.

## Mikroskopie

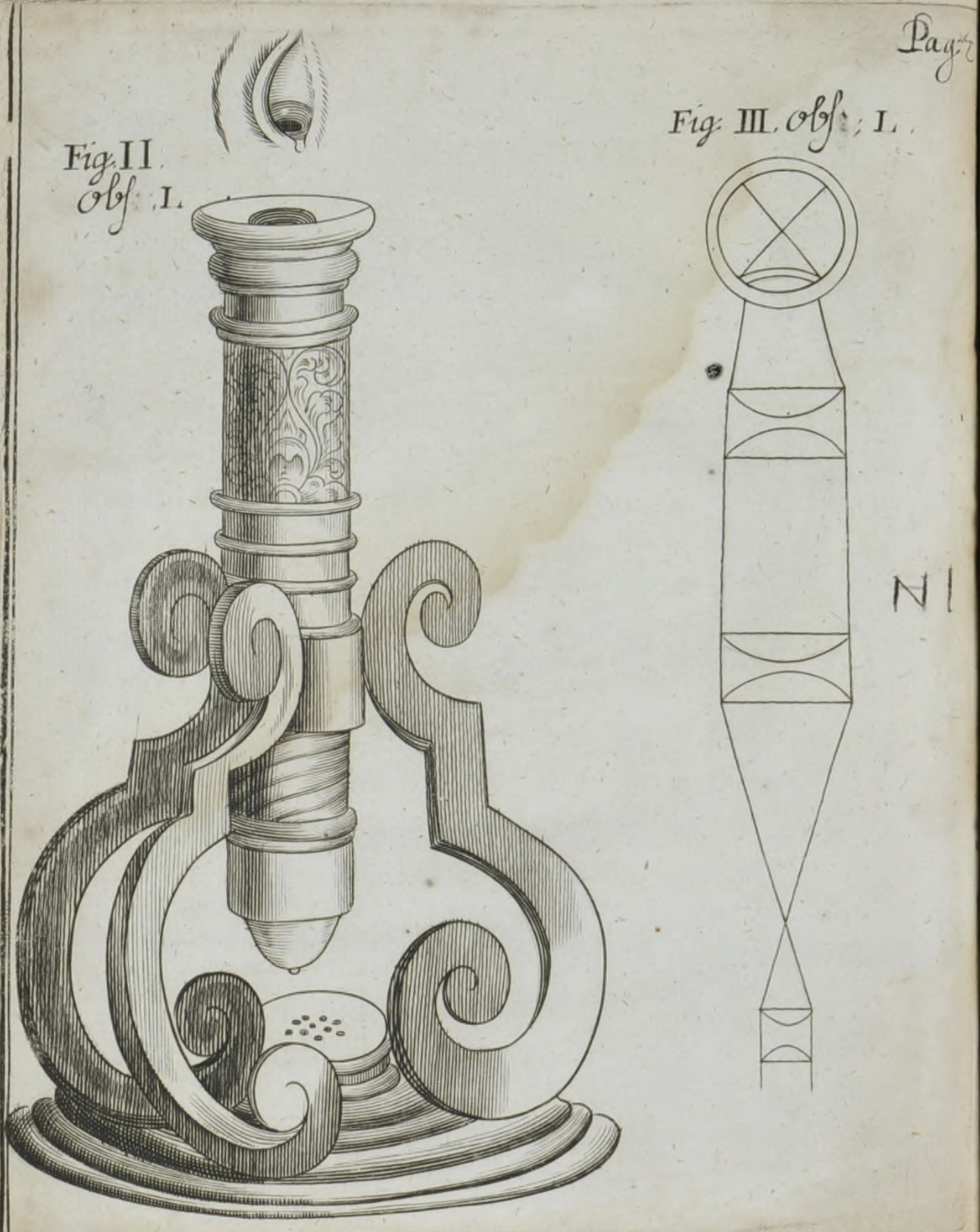
Skizze des von Griendel benutzten Mikroskops

Griedel war mit der Micrographia von Robert Hooke vertraut und besaß offenbar auch ein Exemplar des Werks. Das von Grindel entwickelte Mikroskop bestand aus drei Linsengruppen. Diese bestanden jeweils aus zwei Linsen, die ungewöhnlicherweise mit den gewölbten Seiten zueinander angeordnet waren ohne sich zu berühren. Mit dem Instrument erreichte er nach eigener Aussage bis zu 100fache Vergrößerungen. Er beschrieb vor allem Beobachtungen von Insekten aber auch Blüten, Gesteine und Schimmel. Grindel schlug den Einsatz der Mikroskopie für die Qualitätskontrolle für Kaufleute, Apotheker und Buchdrucker vor.

## Werke (Auswahl)
- Nova Architectura Militaris: das ist: Neu erfundene Fortificationes, oder Vestungs-Bau. 1: Erster Theil, in welchen seine neu-erfundene Fortifications-Inventiones, neben den benöthigten Arithmetic- und Geometrischen Fundamenten angewiesen werden. Dresden, 1677. (Digitalisat)
- Nova Architectura Militaris, Das ist: Neu-erfundene Fortificationes, Oder Vestungs-Bau, 2: In welchem etliche von ihme ganz Neu-erfundene Fortifications-Investiones ansführlich angewiesen, und darneben seine neue Invention von kurzen und sehr leichten Canonen und groben Stück-Geschütz mit mehren vorstellig gemacht werden. Ziegler, Nürnberg 1683. (Digitalisat)
- Pyramis oder Sinnreiche Ehren-Seule/ Mit Hieroglyphischen Politico-Mystico Sinn-Bildern. Dresden 1680. (Digitalisat)
- Specificatio, Was Johann Frantz Griendl von Ach auf Wanckhausen/ Matthematicus und Opticus in Nürnberg/ Von Optischen Raritäten pfleget zu machen. Nürnberg ca. 1685. (Digitalisat)
- Micrographia Nova: Oder Neu-Curieuse Beschreibung Verschiedener kleiner Cörper, Welche Vermittelst eines absonderlichen von dem Authore neuerfundenen Vergrösser-Glases Verwunderlich groß vorgestellet werden. Ziegler, Nürnberg 1687. (Digitalisat deutsche Ausgabe; Digitalisat lateinische Ausgabe)